# Casa Sebastià Bosch i Sala
La Casa Sebastià Bosch i Sala, és un edifici modernista obra de Joaquim Raspall situada al Passeig, 97 de la Garriga, que està protegit com a bé cultural d'interès local d'aquest municipi, inclosa a l'Inventari del Patrimoni Arquitectònic de Catalunya.

## Descripció
Es tracta d'un edifici civil, utilitzat com a habitatge unifamiliar aïllat què consta de soterrani, planta baixa i pis. Assentat damunt un sòcol de carreu, presenta una coberta de faldons amb gran pendent. Imposta esgrafiada amb motius geomètrics a les obertures de la planta baixa. L'emmarcat de les obertures del terç superior de la planta baixa i pis presenta els mateixos esgrafiats que la imposta. Les llindes són de perfil sinuós i, de la mateixa manera que les jardineres que hi ha al costat de les finestres, revestits de rajola quadriculada blanca i marró. En el ràfec, les entrepilastres de les mènsules estan estucades amb motius geomètrics vegetals. A la façana nord hi ha una finestra tapiada.

## Història
És una obra interessant dins la producció de Raspall, ja que hi introdueix nous elements formals: estucs amb motius geomètrics en el ràfec, jardineres a les finestres, etc., a més de fer una interessant combinació de vitralls, ceràmica i esgrafiats amb un marcat estil propi de l'autor.